# Рей Аянами
Рей Аянами (яп. 綾波レイ Аянами Рэй) — одна из главных персонажей аниме-сериала и манги «Евангелион», вышедших в 1995 году. Также появляется в аниме, манге и играх, созданных по мотивам оригинального произведения, сюжет которых не связан прямо с оригинальной работой. Четырнадцатилетняя девочка. Первая из Детей, способных управлять боевыми биороботами «Евангелионами» (сокращённо — «Евами»), сделанными организацией Gehirn и используемыми её преемником Nerv для защиты от таинственных созданий — Ангелов. Рей также называют «Первое Дитя» (англ. First Children) (в Rebuild of Evangelion — «Первая Девочка» (яп. 第1の少女 дай ити но сё:дзё)). Её озвучивает одна из самых популярных на момент выхода сериала сэйю, Мэгуми Хаясибара. В 1995 году Хаясибара заняла второе место в гран-при журнала Animage (первое место заняла сэйю Синдзи Икари, Мэгуми Огата). В 1996 году, после завершения сериала, Хаясибара поднялась до первого места (второе место — сэйю Синдзи), а также получила награду Animation Kobe.

## История создания

Один из черновиков, показанных в артбуке Der Mond

Как поясняет режиссёр сериала Анно Хидэаки, имя «Рей» является игрой слов на основе иероглифа «零», читающегося как «рэй» или «дзэро» и переводящегося как «ноль» (при этом Рей пилотирует Евангелион-00, чьё название тоже пишется через иероглиф «零») и взято из аниме «Сейлор Мун» у Рэй Хино. Это было сделано, чтобы привлечь в состав группы Кунихико Икухару, бывшего режиссёром данного сериала. К сожалению, попытка провалилась. Фамилия же «Аянами» дана Рей в честь корабля императорского флота Японии. Причём за всё время существования императорского флота было два корабля с названием «Аянами»: один — типа «Фубуки», другой — типа «Асакадзе».
В основу внешности, как поясняет в интервью, опубликованном во втором томе манги, Ёсиюки Садамото, легла Укина из старого рассказа Садамото «Кото но они» (яп. 孤島の鬼 Кото: но они), написанного им для журнала Newtype. Красные же глаза и синие волосы были выбраны для придания персонажу дополнительной индивидуальности. Синие волосы Садамото взял из аниме-фильма «Аоки Уру» (яп. 蒼きウル), а красные глаза были позднее предложены Анно. Также на Садамото оказала влияние песня «Houtai de Massiro na Shoujo» («Девочка, абсолютно белая от бинтов») группы Kinniku Shoujo Tai. Ещё до создания образа Синдзи Икари Садамото, услышав эту песню, решил нарисовать такую девочку — девочку, обречённую пилотировать робота. Бинты, соответственно, стали своеобразным фетишем, связанным с образом Рей, появляясь, например, на фан-арте, косплеерах и сувенирной продукции, связанной с «Евангелионом».

Дизайн Рей в описании ранних планов Гайнакса.

Её характер режиссёр изначально описал лишь как: «Я не хочу показать, что у этой девочки нет чувств, она просто не знает о них». Техническим требованием было сделать бо-ёми (яп. 棒読み бо:-ёми, человек, говорящий без эмоций), но, конечно, не «машину», а героя, до самой глубины пропитанного человеческим теплом. И эта разница между «не имеет чувств» и «не знает о них», как поясняет Мэгуми Хаясибара, огромна, так как если Рей не знает о чувствах, то когда она узнает, они лишь возрастут.
В 2015 году Анно объяснил, что телевизионная версия Рей была более привлекательной, потому что она являлась загадкой, однако к моменту завершения сериала фанаты хорошо знали её. По этой причине в фильмах Rebuild of Evangelion создатели решили сосредоточиться на Аске, с чем поклонники согласились. Режиссёр признался: «Правда в том, что у меня вообще нет эмоциональной привязанности к Рей. В процессе создания Евы я вдруг понял, что забыл о ней. О самом её существовании». Для него Аянами как персонаж закончилась в 6 серии, когда Синдзи сказал: «Думаю, тебе следует улыбнуться». Анно выругался, когда размышлял об этом. В 7 серии он вспомнил про неё и добавил один кадр, а также считал нормальным, что она вообще не появилась в 8 серии.

Несмотря на то, что имя героини Рей Аянами, в одном из её черновых изображений в артбуке Der Mond упоминается имя Юи Итидзё, и на этом изображении существенно отличается цвет волос героини. Однако в описании ранних планов Гайнакса, приводимых в артбуке Evangelion Newtype 100 % Collection и относящихся к тому времени, когда не был утверждён даже дизайн персонажей — фигурирует только имя Рей Аянами и лишь синие волосы. И, согласно этому описанию, помимо молчаливости и немногословности, Рей должна была быть нигилисткой. И потому, что она полюбила человека, она впервые ощущала чувства.

## Восприятие критикой
Как отмечает рецензент журнала InterCommunication, Рей Аянами представляет собой один из примеров очарования «Евангелиона» и стала чрезвычайно выразительным персонажем, благодаря сдержанной игре Мэгуми Хаясибары. Она практически не проявляет своих чувств, и ей недостаёт беспокойства о других и страха смерти. В её квартире всюду раскидан мусор, окна всегда закрыты занавесками, а стены обшиты серыми панелями. На холодильнике лежит множество лекарств и химический мерный стакан с водой, а на комоде с бельём — очки Гендо и толстые иностранные книги. В итоге, по мнению рецензента, в Рей можно увидеть поствоенного ребёнка, связанного с проблемами, схожими с теми, что были в Боснии, а её квартира напоминает медицинскую лабораторию. Ввиду этого на ум приходит мысль о том, что Анно пытался показать образ беженцев и получивших травмы людей, внеся в это научный мотив. Одиночество Рей буквально осязаемо и даёт чрезвычайно реалистичное представление о современных необщительных детях. Однако рецензент anime-planet.com выражает сожаление, что образ Рей не раскрыт достаточно полно. Хотя сериал включает несколько откровений о ней, он не сообщает ничего действительно ценного. И, с точки зрения рецензента, вызывает разочарование, что зритель никогда не узнает правды, скрывающейся за Рей.
Как отмечают рецензенты, после выхода сериала Аянами накрепко засела в сердцах отаку. Она стала символом «Евангелиона» и может гордиться незыблемой популярностью, окончательно утвердившейся с выходом аниме-фильма The End of Evangelion. Её образ был фетиширован фанатами, и она стала классическим прообразом персонажей кудэрэ. Хотя, как отмечается в рецензии THEManime.org, подобные персонажи были и раньше, и Gainax не принёс в этом плане ничего нового.
Также данного персонажа сравнивали с рядом героев более поздних работ. Так, рецензия с сайта Anime News Network отмечает, что Рури Хосино из Martian Successor Nadesico пытается пародировать Аянами. В другой рецензии ANN указывается, что Юки Нагато из «Меланхолии Харухи Судзумии» является классическим персонажем типа Аянами, и образ молчаливой Ваниллы из Galaxy Angel AA тоже взят у Рей. Помимо этого, рецензии ANN отмечают, что Эврика из Eureka Seven поначалу похожа на клон Аянами, хотя и может стать чем-то большим, а также то, что на основе Аянами были созданы Мю из аниме Mai-HiME и Ай из OVA «Солдаты будущего». С точки же зрения рецензента на THEM Anime, Рури из Martian Successor Nadesico выглядит такой, какой Рей должна была бы быть. В двух других рецензиях этого сайта отмечается сходство с Аянами Майи из Geobreeders и Кирхары Аруто из Kagihime Monogatari Eikyuu Alice Rondo.

## Популярность
Рей стала очень популярным героем среди любителей аниме. После выхода сериала и полнометражных фильмов её фигурки обрели огромную популярность. Также, она получила наибольший отклик среди фанатов аниме, выражающийся в огромном количестве посвящённых ей фанфиков, додзинси и фанарта. Два года подряд, в 1996 и 1997 году, читатели японского журнала Animage награждали её титулом «женский персонаж года», причём в 1996 году отрыв от второго места был двукратным. В том же году по рейтингу журнала она была признана лучшим персонажем в общей категории и удерживалась в двадцатке лучших персонажей до 1999 года, оставаясь при этом самым популярным героем «Евангелиона». В 2002 году, по рейтингу телеканала TV Asahi Рей заняла 36-е место в «Топ-100 самых популярных персонажей». В 2007 году она заняла 37-е место в «Топ-100 самых популярных персонажей» журнала «Анимаг». В рейтинг TV Asahi за 2002 год, помимо неё, попал главный герой «Евангелиона» Третье Дитя, Синдзи Икари (Рей заняла более высокое место, чем он). В рейтинге же Анимага за 2007 год она — единственный представитель данного сериала. Также по рейтингу программы SmaSTATION канала TV Asahi за 2008 год Аянами заняла шестое место среди аниме-героинь. В данном рейтинге она также была единственной героиней Евангелиона. В списке 25 лучших аниме-персонажей всех времён по версии IGN она занимает десятое место. В 2010 году журнал Newtype признал Рей самым популярным женским аниме-персонажем 90-х. В 2012 году, в проведённом Fuji TV опросе, она заняла восьмое место среди лучших женских персонажей токусацу.
В августе 2009 года Рей заняла четвёртое место в рейтинге женских аниме-персонажей журнала Newtype как героиня Rebuild of Evangelion и в сентябре поднялась до второго места. В данном рейтинге, в отличие от предыдущих из персонажей Евангелиона, лидировала героиня Rebuild of Evangelion, Сикинами Аска Лэнгли. В октябре Рей спустилась до третьего места, вновь став самым популярным женским персонажем Евангелиона (Аска спустилась до десятого).
Зрителей Рей привлекает не только, как персонаж аниме, но и как потенциальная подруга. В опросе «какого аниме-персонажа вы хотели бы видеть своим другом, если бы имели выбор?», проведённом в 2007 году сайтом Ranking Japan среди 200 пользователей в возрасте от двадцати до тридцати лет, Рей заняла девятое место. В 2010 году, перед днём святого Валентина компанией Recochoku был проведён опрос, «от какой аниме-героини вы хотели бы получить шоколад?». Подразумевалась японская традиция, по которой на день святого Валентина подарки делают не мальчики девочкам, а девочки мальчикам. В этом опросе Рей заняла шестое место. В обоих этих опросах Рей — единственная героиня «Евангелиона».
Также снискали себе популярность и отдельные эпизоды, связанные с Рей. В 2002 году, в рейтинге телеканала TV Asahi аниме-сцен, вызвавших сильнейшие переживания, сцена в которой Рей впервые улыбается Синдзи заняла 14-е место. В этот рейтинг, заняв 53-е место, также вошла сцена самоуничтожения Рей. Это были единственные сцены из «Евангелиона», вошедшие в данный рейтинг.
В 2003 году та же сцена с улыбающейся Рей заняла 45-е место в рейтинге TV Asahi самых известных аниме-сцен. Сцена же самоуничтожения заняла девятое место в номинации «сцена, по впечатлениям превосходящая последний эпизод» (яп. 最終回を越える感動シーン).
Кроме того, в том же году сцена встречи Синдзи и Рей в первом эпизоде, заняла 16-е место в номинации сильнейших по впечатлениям сцен первых и последних эпизодов. В этих рейтингах «Евангелион» также был представлен только сценами с участием Аянами.
Образ Рей находит определённое отражение и в музыке. Так вокалист группы Bump of Chicken Мото Фудзивара, известный своей любовью к аниме и видеоиграм, посвятил Рей песню «Аруэ». Название и имя девушки, о которой поётся в песне, есть производное от инициалов Рей — «アルエ(Arue) → R・A → Rei・Ayanami → 綾波レイ». В альбоме DOOR группы «Гиннан BOYZ» имеется песня «Ано мусумэ ва Аянами Рэй га суки» (яп. あの娘は綾波レイが好き Та девушка любит Рей Аянами). Наконец, название японской группы «Rey» происходит от названия группы «Lazy» (яп. (レイジ Рэидзи) и имени Аянами «Рей».

Высокая популярность Рей была обыграна в 1996 году в шуточной постановке «Сюкёку но цузуки» (яп. 終局の続き Сю:кёку но цузуки), входившей в альбом Neon Genesis Evangelion Addition, где заместитель командующего Нерв Фуюцуки указывает, что во всех опросах популярности, Рей — номер первый. В этой постановке Рей указывает Второму Дитя Аске Лэнгли Сорью, что та получает лишь половину популярности Рей.

## Косплей

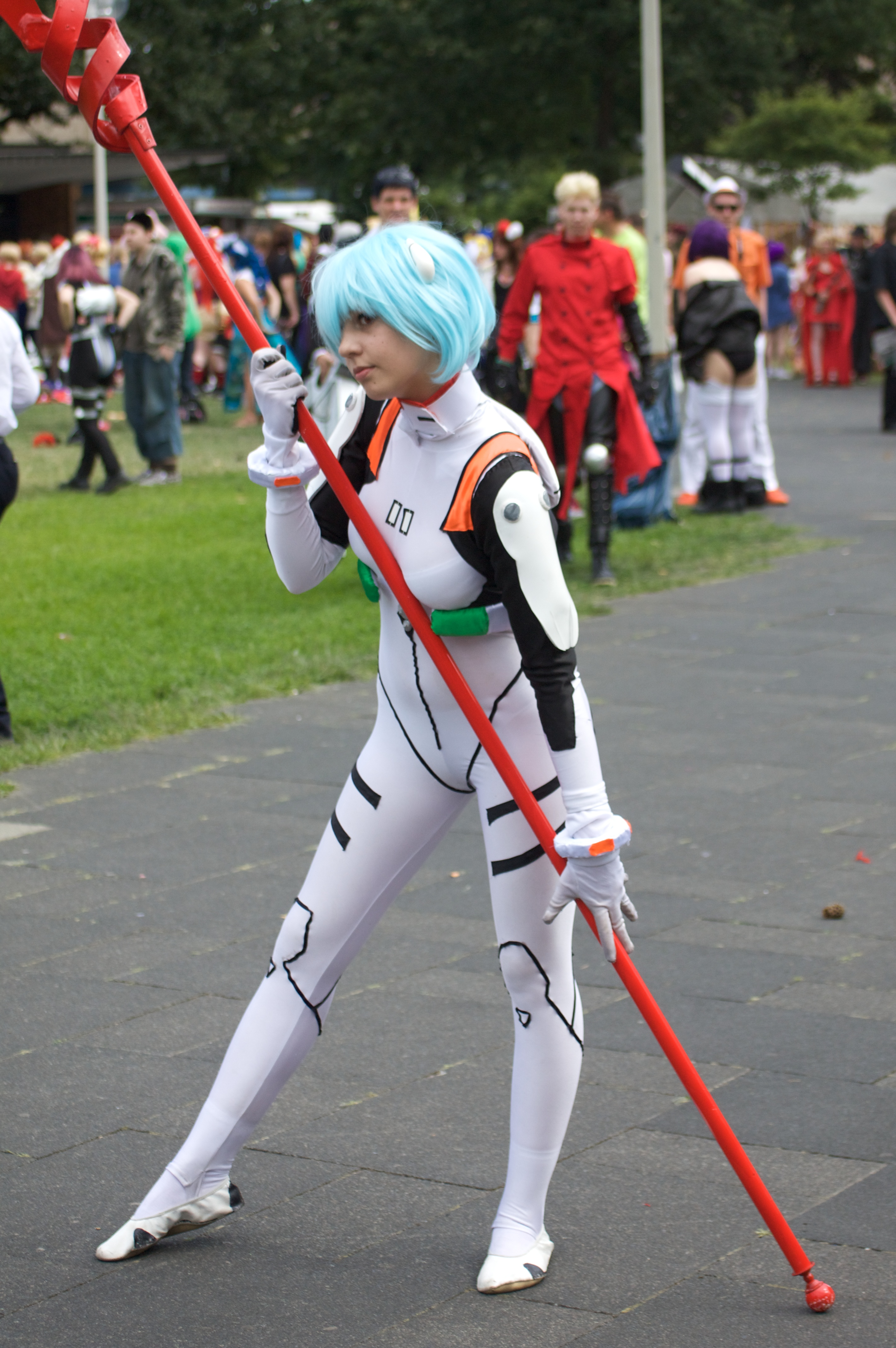
Косплей Рей Аянами

Косплееры также не оставляют Аянами без внимания. Так, по сообщению «Санкэй симбун», в 2008 году на своём концерте в Лос-Анджелесе, на мероприятии Anime Expo, с косплеем Рей выступала японский идол Сёко Накагава. Также, по сообщению «Майнити симбун», актриса Нацуки Като предпочитает косплеить Аянами.
На мероприятии «Кабукитё-3 манифест» (яп. 第３新歌舞伎町宣言), проводимом по случаю выхода второй части Rebuild of Evangelion, в косплее Аянами участвовала бикини-идол Миу Накумура, а также пять других моделей.

Помимо этого, косплей Аянами используется в рекламных целях. Так, идол Юри Марисита рекламировала свой фотобук «Zero» в костюме Аянами. Этот косплей можно также увидеть и внизу обложки этого фотобука. Также, косплей Рей использовался в рекламе сопутствующей сериалу продукции. Так, в 2006 году, Нацуки Като в ознаменование выхода в продажу журнала Evangelion Chronicle рекламировала этот журнал в костюме Аянами. Готовился также косплей Аски, но актриса, будучи фанатом Рей, отказалась косплеить кого-либо ещё. В 2007 году, в честь появления «Евангелион 1.11: Ты (не) один» был выпущен кофе с изображениями персонажей Евангелиона. Данный кофе, в частности, продавался в Акихабаре продавцами, одетыми в костюмы Рей. Аналогичная акция проводилась в 2009 году. Привлекая симпатии зрителей, Рей также нравится и дизайнеру персонажей Евангелиона Ёсиюки Садамото. Во втором томе манги он утверждает, что хотя костюмы пилотов Евангелионов почему-то игнорируются в косплее (возможно, из-за ощущения, что это просто краска на голое тело), он тем не менее хотел бы увидеть косплей, в котором были бы голубые волосы и белый костюм пилота (то есть косплей Рей).

## Связанные товары
Студией Gainax выпускается различная связанная с образом Рей продукция. В 1997 году был выпущен посвящённый Рей артбук «Рей — Синсэики Эвангэрион бунко сясин сю» (яп. REI(レイ)―新世紀エヴァンゲリオン文庫写真集 Рэй — Синсэики Эвангэрион бунко сясин сю:, Рей — библиотека Евангелиона, коллекция фотографий). В 2001 году выпущен посвящённый Рей альбом The Birthday of Rei Ayanami. В том же году появилась игра Ayanami Raising Project, которая позднее несколько раз переиздавалась и дополнялась. В 2006 году, к десятилетию сериала, была выпущена серия фигурок «Ангелы-XX», созданная на основе образов Рей и Ангелов. Фигурки сопровождались небольшими историями происхождения соответствующих Ангелов-XX.
Также выпускается продукция для её косплея: заколки для волос в виде нейронных зажимов, которые она носит, её контактные комбинезоны и школьная форма. Как сообщает «Майнити симбун», во второй половине 2007 года был составлен рейтинг продаваемости одежды для косплея. В том же году, в сентябре вышел Rebuild of Evangelion и школьная форма Аянами заняла в рейтинге продаваемости первое место.
Помимо этого, выпускается различная сувенирная продукция, связанная с образом Рей, например, статуэтки, футболки, плееры и стаканы. Как сообщает «BCN», выпускавшиеся в 2004 году, ограниченной партией в 1000 экземпляров часы G-SHOCK THE G «Евангелион модель Рей Аянами» (яп. G-SHOCK THE G “エヴァンゲリオン 綾波レイモデル”) с изображением Аянами разошлись за один день. Также, по сообщению программы TV Asahi, SmaSTATION, опираясь на популярность Рей, превосходящую даже популярность главного героя сериала Синдзи Икари, в 2007 году были выпущены фигуры Рей в натуральную величину стоимостью около 430 тысяч иен. Несмотря на такую цену, к началу 2008 года уже было продано 40 экземпляров. Как сообщает «Майнити симбун», к сентябрю 2009 года — более 60.
В 2008 году выставлялись на аукцион фрагменты киноплёнки, включённые в ограниченное DVD издание «Евангелион 1.11: Ты (не) один». Как сообщает Anime News Network, на двух различных аукционах цена на фрагменты, содержащие сцену, в которой Рей впервые улыбается Синдзи, последовательно поднималась с 26 тысяч иен до 152 тысяч (примерно 1460 долларов США). По сообщению «Майнити симбун» цена на третьем аукционе в итоге превысила 200 тысяч иен — максимальная цена, уплаченная на аукционе за продаваемые фрагменты. Для сравнения — второй по дороговизне фрагмент с Мисато Кацураги был продан за 30,001 иен (примерно 285 долларов США). Также в 2009 году выставлялись на аукцион две электрогитары фирмы Fender Stratocaster, изготовленные в единственном экземпляре специально для данного аукциона. Каждая из электрогитар содержала изображение лица Рей на корпусе и копья Лонгиния на грифе. Гитара «Type 01» была продана за 9 082 000 иен. Гитара «Type 02» — за 7 761 000 иен.

## Фильмы Хидэаки Анно

### Описание персонажа
Согласно сериалу, в 2000 году, отправленная в Антарктиду научная экспедиция обнаружила существо, названное впоследствии первым Ангелом, Адамом. Эксперименты, проводимые с этим существом, вызвали глобальную катастрофу, названную позднее «Вторым Ударом». После этой катастрофы для противодействия ожидаемому вторжению Ангелов и предотвращения Третьего Удара был организован институт Gehirn, начавший разработку боевых биороботов, Евангелионов. Поиском кандидатов на роль пилотов этих роботов занялся институт Мардук. И первым объектом, выбранным институтом Мардук, стала Рей Аянами. Она стала Первым Дитя и единственным пилотом биоробота Евангелиона-00. Как пилот, она проходит тренировки с самого начала разработки Евангелионов.
У Рей красная радужка глаз и синие волосы. Её улыбка прекрасна. В сериале и манге не называется рост героини, но рост продаваемых официальным интернет-магазином www.evastore.jp фигур Рей в натуральную величину составляет 158 сантиметров.

Все сведения о прошлом Рей стёрты из архивов Нерва. Не сохранилось даже данных о группе крови и дате рождения. Единственное, что известно из имеющихся данных, сведения о том, что Рей четырнадцать лет. Однако, существует версия, что по аналогии с другими персонажами (см. список персонажей), дата её рождения совпадает с датой рождения её сэйю, Мэгуми Хаясибары. И 30 марта 2001 года, то есть в день, когда согласно этой версии родилась бы Рей — был выпущен альбом The Birthday of Rei Ayanami.

Будучи молчаливой и замкнутой, Рей редко проявляет свои эмоции. Однако, в определённых ситуациях её можно понять без слов. Например, когда Синдзи в 16-й серии из-за провокации Аски попадает в ловушку 12-го Ангела Лелила, а затем Аска же начинает его ругать, Рей хватает одного взгляда, чтобы продемонстрировать своё недовольство.

Себя в 14-й серии Рей описывает, как «женщину, у которой не течёт кровь» (яп. 血を流さない女). В сериале не уточняется, что это значит, однако, когда в 23-й серии 16-й Ангел Армисаил вторгается в Евангелион-00 и пытается вступить в мысленный контакт с Рей, он принимает её образ, у которого течёт вагинальная кровь. Впрочем, неизвестно, связано ли это со словами Рей.

Книга, которую читала Рей в сериале.

О вкусах Рей в сериале сообщается, что ей нравится вода, но она не любит мясо и красный цвет. Режиссёр сериала Хидэаки Анно также придерживается вегетарианской диеты. Неизвестно, есть ли у героини какое-либо хобби, однако, в сериале можно увидеть, что она коротает время за книгой. Разворот одной из таких книг показан в 9-й серии, она носит научный характер (судя по картинке, книга связана с генетикой) и написана на немецком языке. Наконец, у неё дома на тумбочке можно увидеть небольшую стопку книг с закладками в нескольких местах сразу.
Подобно остальным пилотам Евангелионов, Рей живёт в городе-крепости Токио-3, построенном в том самом месте, которое по неясным причинам регулярно атакуют Ангелы. Но в отличие от остальных пилотов живёт в отдельной квартире, в полном одиночестве. Как и все остальные пилоты, Рей учится в 2-А классе первой муниципальной средней школы Токио-3, известной в Nerv под кодом 707, все ученики которого являются либо пилотами, либо кандидатами в пилоты (о чём самим кандидатам не сообщают).

The End of Evangelion, Рей Аянами в форме Лилит

Природа Рей остаётся неясной. У неё «искусственное существование». В случае смерти она способна воскреснуть в одном из приготовленных для неё запасных тел. Как утверждает Гайнакс, существует версия о том, что Рей является прародительницей человечества, вторым Ангелом Лилит. Но правда это или ложь, достоверно неизвестно. Однако, её смена тел и искусственное существование служат аргументом в пользу того, что в ней душа Лилит. На связь Рей с Лилит указывает и то, что Рей считает тело Лилит своим домом. Когда в The End of Evangelion, бросив Гэндо, она сливается с Лилит, Рей говорит «tadaima» («я дома»). На экране после этого появляется ответ японской слоговой азбукой хираганой «okaerinasai» («добро пожаловать домой») (от кого именно исходят подобные надписи — не ясно, однако, аналогичные текстовые реплики появляются и в последних двух сериях сериала). Помимо этого, в 25-й серии в её мыслях двойник пытается убедить Рей, что её тело и душа — не более чем притворство, попытка выдать себя за человека. И после того, как Рей отвергает эти обвинения, двойник указывает на то, что у неё есть и другая сторона, которую она избегает, так как эта сторона может и не иметь человеческого облика. В некоторых «воплощениях» Рей обыгрывается её связь с Ангелами. Так, в вырезанных эпизодах к 23-й серии у двойника Рей, в которого превращается перед взрывом Евангелион-00, появляется нимб над головой. В «The End of Evangelion» же у Рей, слившейся с Лилит, появляются огромные крылья.
По описанию учёного Рицуко Акаги, Рей — очень хорошая девочка, но, как и командующий Nerv Гэндо Икари, весьма неумела в жизни. По словам её одноклассника Кенске Аиды, Рей практически не думает о себе. Ею движет что-то отличное от пессимизма. Она не похожа на остальных четырнадцатилетних. Прочими одноклассниками она считается нелюдимой. И несмотря на то, что пилоты, являясь защитниками человечества, пользуются определённым уважением среди одноклассников, а в шестой серии с подачи Кенске даже собирается небольшая группа поддержки, в большей части сериала не показано какого-либо особого отношения как к Рей, так и к другим пилотам.
По словам Мэгуми Хаясибары, не зная чувств, Рей свободна от «хоннэ то татэмаэ» — явления, связанного с разделением на истинные мотивы и внешние, «маску» в обществе. Поэтому, хотя она выглядит загадочной и прекрасной, истинное её очарование — тот незамеченный ею момент, когда рождаются её истинные чувства (слёзы). И, находя в её холодных словах тепло, Хаясибара синхронизируется с Рей, что является очень приятным чувством. По мнению dvdtalk.com, Рей замкнута, и в этом схожа с Синдзи, что позволяет обнаруживать и другие сходные черты между персонажами. По описанию anime.dvdspecial.ru, Рей не боится ничего. Кроме того, 2 апреля 2009 года компанией Yahoo! был проведён опрос о том, какие актёры наиболее подойдут на роль персонажей в игровой версии Евангелиона. По результатам этого опроса наиболее подходящим на роль Рей была выбрана Маки Хорикита.

### Сериал

#### Биография
Достоверные данные о прошлом и происхождении Рей практически отсутствуют ввиду того, что вся информация по неизвестным причинам была стёрта до первого её появления. Кем была стёрта информация — тоже неизвестно, однако известно, что Гэндо скрывает истинную природу Рей даже от Seele, которому он подчинён. Известно, что в штаб-квартире Nerv — Геофронте, расположенной под Токио-3, на фабрике ядер псевдопилотов, призванных заменить в бою настоящих пилотов, имеется солидный запас тел Рей, которые, по словам Рицуко Акаги (занявшей в Nerv место своей мамы Наоко Акаги), используются как для воскрешения Рей, так и как основа для ядер псевдопилотов. Что послужило основой для тел — неизвестно, имеются лишь два намёка — в 21-й серии указывают на сходство Рей с матерью Синдзи Юи Икари, а в 24-й — на сходство Рей с последним (17-м) Ангелом, Пятым Дитя Каору Нагисой. Каким образом были выращены эти тела — тоже неизвестно. Однако известно, что они обеспечивают Рей искусственную реинкарнацию. Как поясняет Рицуко: все эти тела — лишь пустые сосуды для души, и лишь в одном из них пребывает душа Рей. И хотя не раскрывается, кто именно был причастен к созданию тел Рей, Фуюцуки в вырезанных сценах к 23-й серии утверждает, что Рей — плод его отчаяния. Природа его связи с Рей также не уточняется.
Первые упоминания о Рей в сериале относятся к 2010 году, когда Гэндо показывает ей штаб-квартиру Gehirn. Он представляет её дочерью своих знакомых, над которой взял опекунство. К тому моменту Второе Дитя, Аска уже пять лет как выбрана пилотом. Таким образом, Рей, будучи Первым Дитя и первым объектом, отобранным институтом Мардук, должна числиться в Gehirn, как один из пилотов. Однако, её связь с пилотированием не упоминается. Когда же учёный Наоко Акаги пытается получить информацию о Рей, она обнаруживает, что все данные стёрты. Также, несмотря на то, что Гэндо ведёт себя так, как будто Рей никогда ранее не появлялась в Gehirn — позднее Рицуко Акаги называет одно из помещений Нерва местом, где родилась и выросла Рей. После того, как Рей рассказывает Наоко, бывшей в то время любовницей Гэндо, что Гэндо называет её «бабушкой» (яп. 祖母さん баа-сан) и считает её бесполезной, Наоко убивает её. Однако Рей воскресает.
На момент начала сериала (2015 год) Рей открыта только её опекуну, командующему Гэндо Икари. В сериале не уточняется, с чем связано особое отношение к Гэндо. Известно только то, что Рей желает смерти, отчаяния и ждёт, когда Гэндо позволит ей уйти «в небытие». Постепенно Рей начинает от него отдаляться и после повторной смерти вместе с 16-м Ангелом ломает очки Гэндо, которые ранее хранила. Про текущие при этом слёзы она говорит, что видит их впервые, хотя она и плакала до этого в бою с Ангелом. Кроме того, она не помнит и момента своей смерти в этом бою. Однако, слёзы кажутся ей знакомыми, что говорит о том, что какая-то память о бое всё же сохранилась. С чем связана её амнезия — неизвестно, однако, аналогичные провалы в памяти наблюдались и у Синдзи после того или иного контакта с Ангелом или Евангелионом. Например, после того, как Евангелион-01 провалился внутрь Ангела Лелила, и после вторжения в психику Синдзи со стороны Евангелиона-00, а согласно манге — и после растворения в Евангелионе-01. В предпоследней серии желания Рей видоизменяются — она вспоминает, что хотела смерти, но приходит к выводу, что теперь, когда настал день, когда она станет ненужной Гэндо и он отпустит её — она боится.
В самом конце сериала, в 26-й серии показан альтернативный мир, известный в Японии под расхожим именем «Школьная Ева» (яп. 学園エヴァ). В этом мире Синдзи не является пилотом, Аска является его подругой детства, а Рей — новой ученицей в школе Синдзи. В этом мире характер Рей абсолютно меняется. Она становится гораздо более открытой и разговорчивой и одновременно более агрессивной — своё появление в школе она начинает с обвинений Синдзи в том, что он пытался подсмотреть её трусики, тогда как до этого она достаточно спокойно относилась даже к тому, что Синдзи, занося ей новый пропуск, упал на неё, когда она была голой. Это изменение вызвало шок среди японских фанатов. Так как в альтернативном мире Рей похожа на главную героиню аниме «Рубаки», Лину Инверс, также озвученную Мэгуми Хаясибарой, Рей из альтернативного мира была переименована фанатами в Лину Рей.

#### Способности
Рей обладает рядом способностей, недоступных (или в случае вторжения в чей-то сон — практически недоступных) другим людям. Так, она способна создавать своих двойников в произвольной точке пространства (что находится в полном согласии с японскими представлениями о душе, согласно которым душа может временно покидать тело, принимая форму двойника) и в первой серии подобного двойника видит на улице Синдзи. Также в 19-й серии Рей вторгается в сновидение Синдзи, а их разговор в этом сне удаётся увидеть со стороны тяжело раненному в бою Тодзи, спящему рядом. После встречи же с 16-м Ангелом Армисаилом, пообещавшим дать ей частицу своей души, и встречи с последним Ангелом Каору Нагисой, который сказал, что она такая же, как и он, — Рей оказывается способной создать поле, равное по силе сильнейшему из когда-либо наблюдаемых AT-полю Каору. Теоретически данное поле, являясь светом души, есть у каждого, однако осознанный контроль и применение в качестве оружия и защитного барьера ранее были доступны только Ангелам и Евангелионам, являющимся их клонами. В сериале не уточняется, приобрела ли Рей способность использовать AT-поле вместе с обещанной частицей души Ангела, или же способность была врождённой. Но никогда ранее Рей её не использовала, хотя данная способность, несомненно, была бы полезна в бою с Ангелами.

#### Рей и Синдзи
Изначально главного героя «Евангелиона» Синдзи представляют Рей, как её неудачную замену. Её отношение к Синдзи является достаточно нейтральным, и попытки Синдзи сблизиться в пятой серии заканчиваются провалом, а слова о недоверии Синдзи к его отцу, Гэндо Икари — пощёчиной. Позднее, однако, Рей начинает относиться к Синдзи теплее: навещает в больнице (чего не делали другие персонажи), иногда улыбается ему (один раз — по просьбе Синдзи, но до этого улыбалась она только Гэндо). Синдзи же зарабатывает первое в жизни Рей «спасибо», прибравшись в её квартире. В определённых ситуациях действие сериала переходит в явно иллюзорные места. Так, например, в 16-й серии Синдзи общался со своим двойником в вагончике метро, однако, физически не может в нём находиться, так как на тот момент растворён внутри Евангелиона. Рей часто помогает Синдзи разбираться в себе в подобных видениях. И по описанию Тодзи, её беспокойство за Синдзи является для неё необычным.
В 23-й серии в бою с Ангелом Армисаилом Рей признаётся, что её душа хочет быть с Синдзи, а в вырезанных эпизодах к этой серии — тело Ангела, до этого имевшее форму жгута, непосредственно перед этими словами превращается в двойника Рей, обнимающего Евангелион-01, пилотируемый Синдзи. После этого Рей жертвует собой ради его спасения. Отношения в этой паре развиваются не очень быстро, что, однако, можно сказать и про любую другую пару в сериале (например, у Мисато Кацураги и Рёдзи Кадзи был многолетний разрыв в отношениях, а Хикари Хораки сделала первый шаг в отношениях с Тодзи Судзухарой только к 17-й серии), и отношения Синдзи и Рей обходятся практически без конфликтов.

#### Рей и Гэндо
Об отношениях Рей и Гэндо мало что известно. Известно, что Рей ждёт, когда Гэндо даст ей уйти в небытие. В пятой серии Рей и Гэндо в разговоре друг с другом проявляют необычную для них обоих эмоциональность. А после того, как Синдзи говорит, что не доверяет Гэндо, Рей крайне оскорбляется. После того, как в ходе неудачного эксперимента с Евангелионом-00 Рей оказалась заперта в контактной капсуле Евангелиона, а Гэндо открыл раскалённый люк голыми руками, она стала хранить его треснувшие очки, как сувенир или талисман. Несмотря ни на что, Гэндо, по утверждению Рицуко, не раскрывает Рей всех тайн. Впрочем, Рицуко может и не знать, действительно ли Гэндо что-то утаил от Рей. Постепенно Рей начинает отдаляться от Гэндо и в 23 серии Рей ломает его очки, которые хранила до этого.

#### Отношения с другими персонажами
Из-за нелюдимости Рей её взаимоотношения с остальными персонажами обычно сводятся к коротким диалогам по необходимости. Рицуко Акаги втайне ревнует Рей к Гэндо, попытки же Аски наладить отношения успеха не имеют. Сама Аска подозревает, что Рей её презирает, хотя Рей и отрицает это. К 22-й серии их отношения доходят до рукоприкладства — Аска сталкивается в лифте с Рей и получает от неё совет открыть душу Еве. Однако, та, находясь в крайне расстроенных чувствах из-за того, что Синдзи превосходит её в борьбе с Ангелами, пытается вывести её из себя, обзывает куклой и заявляет, что Рей готова выполнить любой приказ Гэндо, вплоть до самоубийства (Рей этого и не отрицает). Ссора заканчивается пощёчиной от Аски, которую Рей также переносит спокойно. Несмотря на то, что вскоре Рей спасла Аске жизнь в бою с Ангелом, та не смогла примириться с тем, что «эта кукла» спасла её.

### Revival of Evangelion

Двойники Рей собирают души людей.

После выхода сериала, видя его успех, студия Gainax анонсировала выход фильмов Evangelion: Death and Rebirth, который должен был стать компиляцией сцен сериала, и The End of Evangelion, который должен был стать новым заключительным эпизодом. Позднее они были объединены в одну историю, издававшуюся одним изданием Revival of Evangelion. В Death and Rebirth, помимо собственно нарезки из эпизодов сериала, была включена дополнительная история, несвязанная с основной сюжетной линией. Согласно этой истории за восемнадцать месяцев до событий сериала пилоты репетируют выступление струнного квартета, участниками которого они являются. И появление очередного пилота на репетиции предваряет начало нарезки, связанной с ним. В данной истории, Рей играет на альте.
В сериале в 25-й серии Гэндо лишь упоминает, что Рей должна пойти с ним, так как настал день, ради которого рождена Рей. После этого начинается проект Содействия, призванный объединить все души в одну. Но связь Рей с проектом никак не раскрывается, и во время развития Содействия Рей никак не выделяется среди остальных персонажей. В The End of Evangelion же Рей, по замыслам командующего, должна помочь ему воссоединиться с Юи. Однако, она бросает Гэндо, отвечая на зов Синдзи, сливается с телом Лилит и принимает форму девушки с огромными крыльями. В этой форме она руководит процессом Содействия, также известного, как глобальная катастрофа «Третий Удар». Однако, фактически перекладывает бремя принятия решений на Синдзи. Вместе с этим, Рей пытается помочь Синдзи разобраться в себе и успокоить его, в противовес постоянно ругающей Синдзи Аске.
Получает развитие и тема двойников Рей. Так, после того, как находящийся в крайней депрессии из-за смерти Каору и очередной ссоры с Аской Синдзи в разговоре с Рей желает, чтобы все умерли, слившаяся с Лилит Рей использует своих двойников, дабы забрать души людей к Лилит. Когда подобный двойник касается человека, тело человека распадается, превращаясь в жидкость LCL представленную в сериале, как кровь Лилит, а его душа вылетает из тела в виде красного огонька. В случае, если двойник Рей пришёл за живым человеком, двойник перед этим превращается из Рей в кого-то ещё. Судя по реакции людей, двойники в этом превращении ориентируются на симпатии того, за кем пришли. В случае же, если двойник пришёл за умершим (скажем, за застреленной Гэндо Рицуко Акаги) — зрителю показывают лишь пустую одежду, оставшуюся от тела человека. И, наконец, образ Рей появляется над океаном в самом конце The End of Evangelion. Помимо этого из The End of Evangelion следует, что Рей способна отращивать заново ранее утерянные конечности и способна летать.

## Манга Ёсиюки Садамото
Рей Аянами описывается в манге, как девочка-загадка. Единственный человек, которому она верит в этом мире, Гэндо. Однако, несмотря на исключительное отношение к нему и то, что Гэндо проявляет заботу о ней, разговаривают они только о работе, и Рей считает, что на самом деле он думает не о ней, а о ком-то другом. Изначальное же отношение к остальным людям ещё более прохладно, чем в сериале. По описанию Мисато, никто не видел улыбки Рей. Попытки же Синдзи рассмешить Аянами не достигают успеха, хотя и веселят остальных девушек, при этом присутствующих. Также, если в сериале объяснение причин, по которым Рей стала пилотом, ограничивается словами о том, что это «связь со всеми», кроме которой у неё ничего нет, то в манге даётся более полный ответ. Как поясняет Рей, пилотирование для неё — связь, и у неё ничего нет, кроме этого. Как будто она родилась, чтобы пилотировать Еву. И если она перестанет быть пилотом, у неё не останется ничего. Это всё равно, что умереть.
Как утверждает Рицуко Акаги, изначально Рей возникла бездушной оболочкой в том месте, где исчезла мама Синдзи, Юи Икари. Душа же была помещена в тело Рей искусственно. В отличие от аниме в манге Рей сталкивается с Наоко не в 2010, а в 2008 году. Спустя два года после этого Рей специально идёт к Наоко, чтобы рассказать ей о том, что Гэндо называет её «бабушкой» и считает бесполезной. Как утверждает она сама, из жалости к Наоко, не знающей об этом. Как и в сериале, это кончается убийством Рей и последующим её воскрешением. В дальнейшем жизнь в её теле, по собственным словам, поддерживает Рицуко. Но при этом она в отличие от аниме ненавидит Рей вплоть до того, что пытается убить её, как в своё время поступила её мать, Наоко Акаги.
Впервые Рей появляется в манге в первом бою с Ангелом, когда управляет Евангелионом-01, несмотря на свои ранения, полученные в ходе неудачного эксперимента с Евангелионом-00. Поначалу она ведёт себя по отношению к Синдзи достаточно прохладно, утверждая, что и сама неплохо справилась бы с пилотированием Евы-01. Однако в дальнейшем линия их отношений показана гораздо чётче, чем в сериале. Когда Синдзи впервые касается Рей сразу после прибытия в Токио-3, она ничего не чувствует; когда он случайно падает на неё — испытывает лёгкую тошноту. Но в сцене, где Синдзи выводит её из контактной капсулы Евангелиона, Рей чувствует внутри себя тепло, идущее от руки Синдзи, даже через контактный комбинезон, а когда она обожглась, готовя чай, и Синдзи сунул её руку под холодную воду — Рей была счастлива, что он заботится о ней. Также, когда Армисаил, вторгшийся в Евангелион-00, вступает с Рей в мысленный контакт и предлагает стать одним целым — он прямо утверждает, что Рей хотела бы, чтобы Икари-кун (так обычно обращается к Синдзи Рей) смотрел только на неё, и что Рей ревнует к Аске (сошедшей с ума после атаки предыдущего Ангела), когда Синдзи навещает её в больнице. После того, как Армисаил одновременно вторгается в Евангелионы Рей и Каору Нагисы (Пятого Дитя), чувства Рей проникают в Каору, что впоследствии заставляет его приставать к Синдзи. Кроме того, Рей самостоятельно делает вполне успешные шаги к сближению с Синдзи, например, приглашая его к себе домой.
В отличие от сериала в манге именно Рей помогает Синдзи покинуть Евангелион-01, которым он был поглощён во время боя с Ангелом. Согласно манге, Евангелион-01, выдавая себя за маму Синдзи, успешно убеждает его в том, что он уже достаточно сражался, поэтому не должен продолжать сражений и может оставаться вечно внутри Евангелиона вместе со своей мамой. Однако, после того, как Рей вступает в телепатический контакт с Евой-01 и заставляет её скинуть личину Юи, Синдзи видит настоящий облик «мамы», уговаривающей его остаться, и изменяет своё решение (в сериале Рицуко предполагает, что возвращение Синдзи из Евы — заслуга Мисато, а Синдзи никто не уговаривает оставаться внутри Евангелиона).

## Ayanami Raising Project
По приводимому лейтенантом (который становится опекуном Рей и за которого играет игрок) в начале Ayanami Raising Project описанию Рей — у Рей кожа белая, как фарфор, голубые волосы, навевающие мысли о морском дне, и глаза цвета, подобного крови. Характер Рей он при первом знакомстве с ней описывает, как «замёрзшее сердце». Однако, в дальнейшем её поведение сильно меняется в зависимости от воспитания. Например, Рей может дать Синдзи списать домашнее задание, может отказать, а может и вовсе рассказать учителю о том, что Синдзи домашнее задание не сделал. Это сильно зависит от её параметров (социальность, дружелюбие и так далее), которые меняются в зависимости от расписания. Его составляет игрок и согласует с Рей (она может и не принять версию игрока). На содержание Рей ежемесячно выделяется определённая сумма денег, на которую можно покупать различные вещи для неё, что также оказывает влияние на её развитие.

## Другие произведения
Появление в аниме
- В Rebuild of Evangelion характер Рей не претерпел значительных изменений по сравнению с сериалом. Однако, значительно большая доля сюжета в первых двух фильмах отдана её отношениям с Синдзи. Также, в отличие от сериала Рей теперь называют не «Первое Дитя» (яп. ファーストチルドレン Фаасуто Тирудорэн, англ. First Children), а «Первая Девочка» (яп. 第1の少女 дай ити но сё:дзё).
- В тиби-ситкоме Petit Eva: Evangelion@School, в котором используются персонажи Евангелиона, обыграны «воплощения» Рей. В сериале присутствуют одновременно три сестры Аянами — (в порядке убывания старшинства) молчаливая и, похоже, влюблённая в Синдзи Аянами, энергичная Супокон (яп. スポ根) и острая на язык 4-летняя Тиби-нами (яп. チビ波)[141].

Игры и манга
- В Girlfriend Of Steel Рей часто можно застать дома у Мисато и Синдзи, однако участия в развитии сюжета она практически не принимает.
- В Girlfriend of Steel 2nd характер Рей соответствует альтернативному миру 26-й серии, и она является одной из претенденток на сердце Синдзи.
- Она появляется в манге Angelic Days, созданной по мотивам «Iron Maiden 2nd».
- Рей появляется в игре Shinji Ikari Raising Project и манге по её мотивам.
- Также Рей без значительных изменений характера появляется в манге Gakuen Datenroku.
- В игре «Магия крови» появляется персонаж с именем «Рей Аянами».

Появление на обложках
- В преддверии выхода фильма «Евангелион 1.11: Ты (не) один» Рей появилась на обложке японского издания журнала Rolling Stone[142].
- Фигурка Аянами украшала обложку версии A (всего было три версии обложки) 28-о выпуска WFLOG, посвящённого Wonder Festival и истории фигурок[143].
- Изображение Аянами было на обложке 35-о выпуска журнала Continue, посвящённого Евангелиону[144].